# 卡巴佐辛
卡巴佐辛是一种含氮有机化合物，化学式C22H28N2，属于苯吗喃衍生物類阿片镇痛药，从未上市。